# Strategy First
 (novembre 2019).
Si vous disposez d'ouvrages ou d'articles de référence ou si vous connaissez des sites web de qualité traitant du thème abordé ici, merci de compléter l'article en donnant les références utiles à sa vérifiabilité et en les liant à la section « Notes et références ».
Strategy First est un éditeur de jeux vidéo canadien fondé en 1988 et basé à Montréal.

## Ludographie
(liste partielle)
- 1914 Shells of Fury
- Bad Rats: The Rats' Revenge
- Brigade E5: New Jagged Union
- Clusterball
- Culpa Innata
- Dangerous Waters
- Darkstar: The Interactive Movie
- Disciples: Sacred Lands
- Disciples II: Dark Prophecy
- Enemy Engaged 2
- Europa Universalis
- Galactic Civilizations
- Hearts of Iron
- The I of the Dragon
- Jagged Alliance
- Jagged Alliance 2
- Kohan: Immortal Sovereigns
- Legion Arena
- Making History: The Calm & The Storm
- O.R.B.: Off-World Resource Base
- Perimeter 2: New Earth
- Robin Hood : La Légende de Sherwood
- Space Empires IV
- Space Empires V
- Sudden Strike
- Supreme Ruler 2010
- Timelines: Assault on America
- World War II Online: Battleground Europe